# Fornovo di Taro
Fornovo di Taro är en ort och kommun i provinsen Parma i regionen Emilia-Romagna i Italien. Kommunen hade 6 007 invånare (2018).